# Chlorops longula
Chlorops longula är en tvåvingeart som beskrevs av Joseph Waltl 1837. Chlorops longula ingår i släktet Chlorops och familjen fritflugor.
Artens utbredningsområde är Tyskland. Inga underarter finns listade i Catalogue of Life.